# 郑仲明
郑仲明（？—528年），荥阳郡开封县（今河南省开封市）人，北魏官员。

## 生平
郑仲明原任奉朝请，升任太尉属，公正刚强在当时知名，为堂弟郑俨所亲昵，出任荥阳郡太守、大都督，封安平县开国侯。郑俨考虑到时局多难，想要把京城洛阳东边托付给郑仲明。建义元年（528年），郑仲明的弟弟郑季明在河阴之变中遇害，郑俨前往荥阳郡归附郑仲明，想要与他一起起兵，两人很快都为部下所杀，首级被传到洛阳。郑仲明的哥哥郑洪健是李冲的女婿，魏孝庄帝元子攸以郑仲明是自己的表舅，郑仲明的弟弟郑季明又参与拥立魏孝庄帝称帝，郑仲明之死也有献身为国的意图，于是追封郑仲明安平县开国侯，食邑七百户，追赠侍中、车骑大将军、尚书右仆射、仪同三司、并雍等州刺史。隋朝大业六年十一月廿三日（610年12月13日），郑仲明葬于荥阳之原。2014年，郑州市文物考古研究院在郑州西郊罗庄城中村改造项目中考古发掘了郑仲明的墓葬。

## 其他
尔朱荣将要攻入洛阳时，元劭害怕，把儿子元韶寄托给郑仲明，郑仲明被杀后，元韶因为混乱与乳母失散，于是与郑仲明哥哥的儿子郑僧副一起避难

## 家庭

### 祖父
- 郑德玄，北魏阳武靖侯[1]

### 父亲
- 郑永，北魏豫州剌史[1]

### 兄弟姐妹
- 郑洪建，北魏太尉祭酒
- 郑祖育，北魏太尉祭酒
- 郑季亮，北魏司徒城局参军、员外常侍
- 郑季明，北魏平东将军、光禄少卿、南颍川郡公

### 子女
- 郑道门
- 郑孝邕，承袭为安平侯，北齐接受禅让后，爵位依例降低